# Agnello (nome)
Agnello  è un nome proprio di persona italiano maschile.

## Varianti
- Maschili: Aniello[1][4][5]
  - Alterati: Anellino[1]
- Femminili: Agnella[3], Anella, Aniella[1][5]
  - Alterati: Anellina[1]

## Origine e diffusione

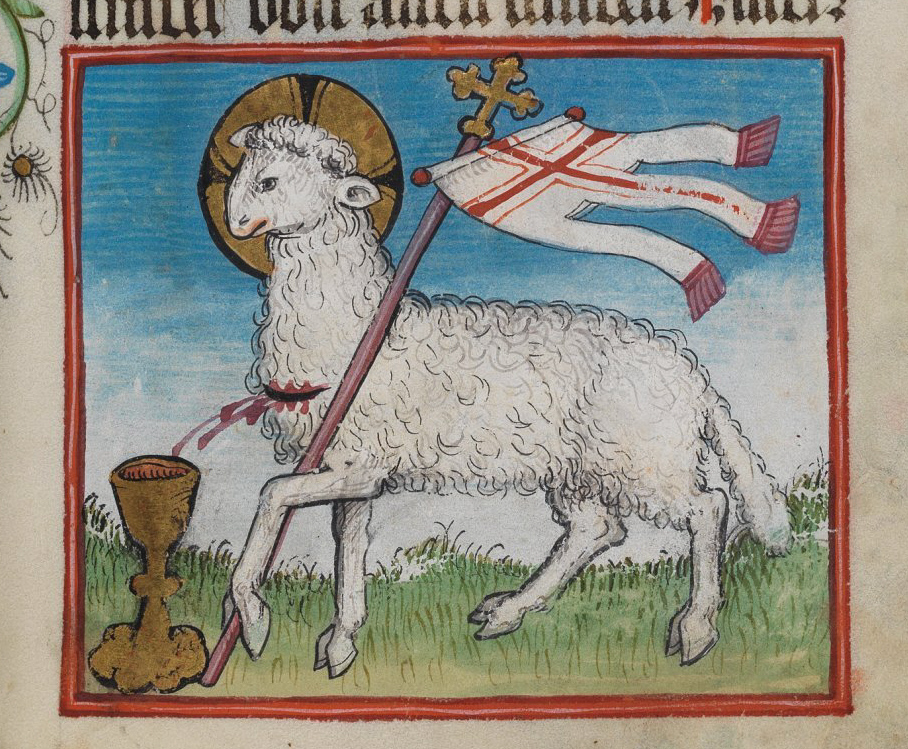
L'Agnello di Dio

Continua il soprannome latino Agnellus nel significato cristiano di Agnello di Dio, simbolo di Gesù quale vittima innocente per la salvezza dell'umanità.
Raro nel Nord Italia, è invece ampiamente diffuso nel Sud; in Campania è presente nella forma regionale Aniello e riflette il culto di sant'Agnello di Napoli.

## Onomastico
L'onomastico si festeggia il 14 dicembre in onore di sant'Agnello, o Aniello, abate di San Gaudioso. Con questo nome si ricordano anche sant'Agnello, vescovo di Ravenna, e il beato Agnello da Pisa, compagno di San Francesco, commemorato il 13 marzo.

## Persone
- Agnello, vescovo di Telese
- Agnello, vescovo di Trento
- Agnello di Napoli, abate e santo italiano
- Agnello Brunelleschi, criminale fiorentino citato nella Divina Commedia, detto anche Agnolo
- Agnello Ravennate, presbitero e storico italiano
- Agnelo Rossi, cardinale

### Variante Aniello
- Aniello Aliberti, imprenditore e dirigente sportivo italiano
- Aniello Arcamone, politico italiano
- Aniello Califano, poeta e paroliere italiano
- Aniello Cimitile, accademico e politico italiano
- Aniello Coppola, giornalista italiano
- Aniello Criscuolo, poeta e militare italiano
- Aniello Cutolo, calciatore italiano
- Tommaso Aniello d'Amalfi, chiamato popolarmente, per contrazione del nome, Masaniello (1620 – 1647), rivoluzionario napoletano,  protagonista della rivolta popolare del 1647
- Aniello Dellacroce, criminale statunitense
- Aniello Desiderio, chitarrista italiano
- Aniello Di Nardo, politico italiano
- Aniello Falcone, pittore e artista italiano
- Angelo Aniello Fiore, scultore ed architetto italiano
- Aniello Formisano, politico italiano
- Aniello Gentile, glottologo, storico e docente universitario italiano
- Aniello Iorio, comico, cabarettista e attore italiano
- Aniello Laezza, cestista italiano
- Aniello Massa, vero nome di Mario Massa, cantante italiano
- Aniello Mazza, arbitro di calcio italiano
- Aniello Palumbo, politico italiano
- Aniello Parisi, calciatore italiano
- Aniello Porzio, avvocato italiano
- Aniello Salzano, calciatore italiano